# Alfonso Castaldi
Alfonso Castaldi (født 23 april 1874 i Maddaloni, Italien - død 6 august 1942 i Bukarest, Rumænien) var en italiensk emigreret rumænsk komponist, lærer og dirigent.
Castaldi studerede komposition på Musikkonservatoriet i Milano (1883-1889), emigrerede herefter som 20 årig til Rumænien, hvor han blev en succesfuld lærer på Musikkonservatoriet i Bukarest.
Han har skrevet 2 symfonier, orkesterværker, operaer, kammermusik, korværker, sange, instrumental værker etc.

## Udvalgte værker
- Symfoni nr. 1 - (1916) - for orkester
- Symfoni nr. 2 - (1925) - for orkester